# Steinfeld, Kärnten
Steinfeld (slovenska: Kamen) är en köpingskommun i förbundslandet Kärnten i Österrike. Kommunen har 2 016 invånare (2024).
Kommunen består av tolv orter (Ortschaften) (inom parentes invånarantal 1 januari 2024):

- Althaus (6)
- Fellbach (76)
- Fellberg (7)
- Flattachberg (23)
- Gajach (114)
- Gerlamoos (141)
- Mitterberg (46)
- Oberallach (49)
- Radlach (180)
- Raggnitz (0)
- Rottenstein (67)
- Steinfeld (1 307)